# Carlos Samayoa Chinchilla
Carlos Samayoa Chinchilla (1898- 1973) fue un escritor guatemalteco. Trabajó durante décadas para el gobierno de Guatemala en diferentes puestos vinculados con la cultura, la historia y la arqueología de ese país. Es recordado por su obra escrita de literatura ficción y ensayística.
Se desempeñó como secretario particular del presidente Jorge Ubico; después de la muerte de este político guatemalteco, Samayoa publicó el libro de memorias  El Dictador y Yo. Trabajó después como director del Instituto de Antropología e Historia (IDAEH), la institución guatemalteca encargada de mantener y preservar el patrimonio arqueológico-cultural de esa nación que fue la cuna de la cultura maya. Escribió varios libros y un gran número de artículos de carácter científico sobre los mayas y la arqueología en el país mesoamericano.
Estuvo casado en segundas nupcias con la conocida escritora Claudia Lars. 

## Obras
- Madre milpa (cuentos y leyendas de Guatemala) - Guatemala, 1934
- Cuatro suertes, cuentos y leyendas - Guatemala: [Tipografía Nacional] 1936.
- La casa de la muerta, cuentos y leyendas de Guatemala - Guatemala: [Tipografía nacional] 1941.
- Historia de la Virgen del Socorro de Guatemala, en doce vitelas [ensayo leído en la sesión del Club Rotario de Ciudad de Guatemala el 4 de junio de 1947]. Guatemala, Centro Editorial [1947]
- Estampas de la costa grande - [San Salvador]: Ministerio de Cultura, Direccioń General de Bellas Artes [1954]
- El quetzal no es rojo - Guatemala, 1956.
- Orfebres y lapidarios precolombinos - Guatemala: Universidad de San Carlos de Guatemala, 1958
- Chapines de ayer - Guatemala: Ministerio de Educación Pública, 1960.
- Los testimonios vegetales - Guatemala: Universidad de San Carlos de Guatemala, 1960.
- Cuentos -  San Salvador, Ministerio de Educación, Dirección General de Publicaciones, 1963.
- Aproximación al arte maya - Guatemala: Editorial José de Pineda Ibarra, 1964.
- El dictador y yo - Guatemala: Editorial José de Pineda Ibarra, 1967
- Bosquejos y narraciones - Guatemala: Editorial José de Pineda Ibarra, 1973.
- El quetzal - Guatemala : Editorial José de Pineda Ibarra, 1974.
- Lo mejor de Carlos Samayoa Chinchilla: cuentos -  Guatemala: Editorial Piedra Santa, 1983